# Francuscy arcymistrzowie szachowi
Lista francuskich szachistów, posiadających tytuły arcymistrzów (GM) i arcymistrzyń (WGM), zarówno w grze klasycznej, korespondencyjnej, kompozycji szachowej, jak i w rozwiązywaniu zadań szachowych oraz tytuły arcymistrzów honorowych (HGM), przyznawanych za osiągnięcia w przeszłości. Obejmuje także zawodników, którzy barwy Francji reprezentowali tylko w pewnym okresie swojego życia.

## Szachy klasyczne

### arcymistrzowie
| Zawodnicy              | Rok urodzenia | Rok śmierci | Rok nadania | Uwagi                                          |
| ---------------------- | ------------- | ----------- | ----------- | ---------------------------------------------- |
| Thal Abergel           | 1982          |             | 2008        |                                                |
| Darko Anić             | 1957          |             | 2001        | pochodzenie chorwackie                         |
| Manuel Apicella        | 1970          |             | 1996        |                                                |
| Étienne Bacrot         | 1983          |             | 1997        |                                                |
| Amir Bagheri           | 1978          |             | 2003        | obecnie Iran                                   |
| Christian Bauer        | 1977          |             | 1997        |                                                |
| Slim Belkhodja         | 1962          |             | 2002        | obecnie Tunezja                                |
| Ossip Bernstein        | 1882          | 1962        | 1950        | pochodzenie ukraińskie                         |
| Emmanuel Bricard       | 1966          |             | 2005        |                                                |
| Jean-Luc Chabanon      | 1971          |             | 2001        |                                                |
| Matthieu Cornette      | 1985          |             | 2008        |                                                |
| Alaksiej Czarnuszewicz | 1978          |             | 2012        | pochodzenie białoruskie                        |
| Jean-Marc Degraeve     | 1971          |             | 1998        |                                                |
| Josif Dorfman          | 1952          |             | 1978        | pochodzenie ukraińskie                         |
| Romain Édouard         | 1990          |             | 2009        |                                                |
| François Fargère       | 1985          |             | 2009        |                                                |
| Sébastien Feller       | 1991          |             | 2007        |                                                |
| Robert Fontaine        | 1980          |             | 2002        |                                                |
| Laurent Fressinet      | 1981          |             | 2000        |                                                |
| Tigran Gharamian       | 1984          |             | 2009        | pochodzenie ormiańskie                         |
| Yannick Gozzoli        | 1983          |             | 2012        |                                                |
| Laurent Guidarelli     | 1981          |             | 2014        |                                                |
| Hicham Hamdouchi       | 1972          |             | 1994        | pochodzenie marokańskie                        |
| Arnaud Hauchard        | 1971          |             | 2000        |                                                |
| Andrei Istrățescu      | 1975          |             | 1993        | pochodzenie rumuńskie                          |
| Anthony Kosten         | 1958          |             | 1990        | pochodzenie angielskie                         |
| Bachar Kouatly         | 1958          |             | 1989        | pochodzenie libańskie                          |
| Joël Lautier           | 1973          |             | 1990        |                                                |
| Jean-Pierre Le Roux    | 1982          |             | 2010        |                                                |
| Maxime Lagarde         | 1994          |             | 2013        |                                                |
| Nikołaj Legkij         | 1955          |             | 1994        | pochodzenie ukraińskie                         |
| Fabien Libiszewski     | 1984          |             | 2009        |                                                |
| Władimir Łazariew      | 1964          |             | 2000        | pochodzenie rosyjskie                          |
| Mircea-Sergiu Lupu     | 1962          |             | 1995        | pochodzenie rumuńskie                          |
| Cyril Marcelin         | 1979          |             | 2003        |                                                |
| David Marciano         | 1969          |             | 1998        | obecnie Monako                                 |
| Sébastien Mazé         | 1984          |             | 2007        |                                                |
| Gilles Mirallès        | 1966          | 2022        | 1998        |                                                |
| Jakow Murej            | 1941          |             | 1987        | pochodzenie rosyjskie, obecnie Izrael          |
| Igor-Alexandre Nataf   | 1978          |             | 1998        |                                                |
| Władimir Ochotnik      | 1950          |             | 2011        | pochodzenie ukraińskie                         |
| Eric Prié              | 1962          |             | 1996        |                                                |
| Eloi Relange           | 1976          |             | 1998        |                                                |
| Olivier Renet          | 1964          |             | 1990        |                                                |
| Jean-Noel Riff         | 1981          |             | 2014        |                                                |
| Nicolas Rossolimo      | 1910          | 1975        | 1953        | pochodzenie greckie, później Stany Zjednoczone |
| Marc Santo-Roman       | 1960          |             | 1996        |                                                |
| Marie Sebag            | 1986          |             | 2008        | kobieta                                        |
| Andriej Sokołow        | 1963          |             | 1984        | pochodzenie rosyjskie                          |
| Borys Spasski          | 1937          |             | 1955        | pochodzenie rosyjskie                          |
| Andriej Szczekaczew    | 1972          |             | 1996        | pochodzenie rosyjskie                          |
| Ksawery Tartakower     | 1887          | 1956        | 1950        | pochodzenie polskie                            |
| Władysław Tkaczew      | 1973          |             | 1996        | pochodzenie rosyjskie                          |
| Miodrag Todorčević     | 1940          |             | 1989        | pochodzenie serbskie, obecnie Hiszpania        |
| Maxime Vachier-Lagrave | 1990          |             | 2005        |                                                |
| Anatolij Wajser        | 1949          |             | 1985        | pochodzenie kazachskie                         |
| Anthony Wirig          | 1983          |             | 2011        |                                                |

### arcymistrzynie
| Zawodniczki           | Rok urodzenia | Rok śmierci | Rok nadania | Uwagi                                                            |
| --------------------- | ------------- | ----------- | ----------- | ---------------------------------------------------------------- |
| Silvia Collas         | 1974          |             | 1998        | pochodzenie bułgarskie, z domu Aleksiewa, +mistrz międzynarodowy |
| Pauline Guichard      | 1988          |             | 2011        |                                                                  |
| Adina-Maria Hamdouchi | 1979          |             | 2003        | pochodzenie rumuńskie, z domu Bogza                              |
| Roza Lallemand        | 1961          | 2008        | 2000        | pochodzenie rosyjskie, z domu Te                                 |
| Maria Leconte         | 1970          |             | 2002        | pochodzenie ukraińskie, z domu Niepieina                         |
| Nino Maisuradze       | 1982          |             | 2009        | pochodzenie gruzińskie                                           |
| Sophie Milliet        | 1983          |             | 2004        | +mistrz międzynarodowy                                           |
| Anda Safranska        | 1960          |             | 2000        | pochodzenie łotewskie                                            |
| Marie Sebag           | 1986          |             | 2003        | +arcymistrz                                                      |
| Almira Skripczenko    | 1976          |             | 1995        | pochodzenie mołdawskie, +mistrz międzynarodowy                   |

## Szachy korespondencyjne

### arcymistrzowie
| Zawodnicy           | Rok urodzenia | Rok śmierci | Rok nadania | Uwagi |
| ------------------- | ------------- | ----------- | ----------- | ----- |
| Volf Bergraser      | 1904          | 1986        | 1981        |       |
| Stéphane Goerlinger | 1960          |             | 2005        |       |
| Michel Lecroq       | ?             |             | 1998        |       |
| Christophe Léotard  | 1966          |             | 2000        |       |
| Manuel Ménétrier    | 1968          |             | 2002        |       |
| Robert Serradimigni | ?             |             | 2009        |       |
| Christophe Spitz    | 1966          |             | 2007        |       |

### arcymistrzynie
| Zawodniczki     | Rok urodzenia | Rok śmierci | Rok nadania | Uwagi |
| --------------- | ------------- | ----------- | ----------- | ----- |
| Jacqueline Roos | ?             |             | 2000        |       |

## Kompozycja szachowa

### arcymistrzowie
| Zawodnicy         | Rok urodzenia | Rok śmierci | Rok nadania | Uwagi |
| ----------------- | ------------- | ----------- | ----------- | ----- |
| Michel Caillaud   | 1957          |             | 1993        |       |
| Yves Cheylan      | ?             |             | 2007        |       |
| Claude Goumondy   | 1946          |             | 1984        |       |
| Jean-Marc Loustau | 1958          |             | 2004        |       |

## Rozwiązywanie zadań

### arcymistrzowie
| Zawodnicy       | Rok urodzenia | Rok śmierci | Rok nadania | Uwagi |
| --------------- | ------------- | ----------- | ----------- | ----- |
| Michel Caillaud | 1957          |             | 2002        |       |